# Wilhelm Heering

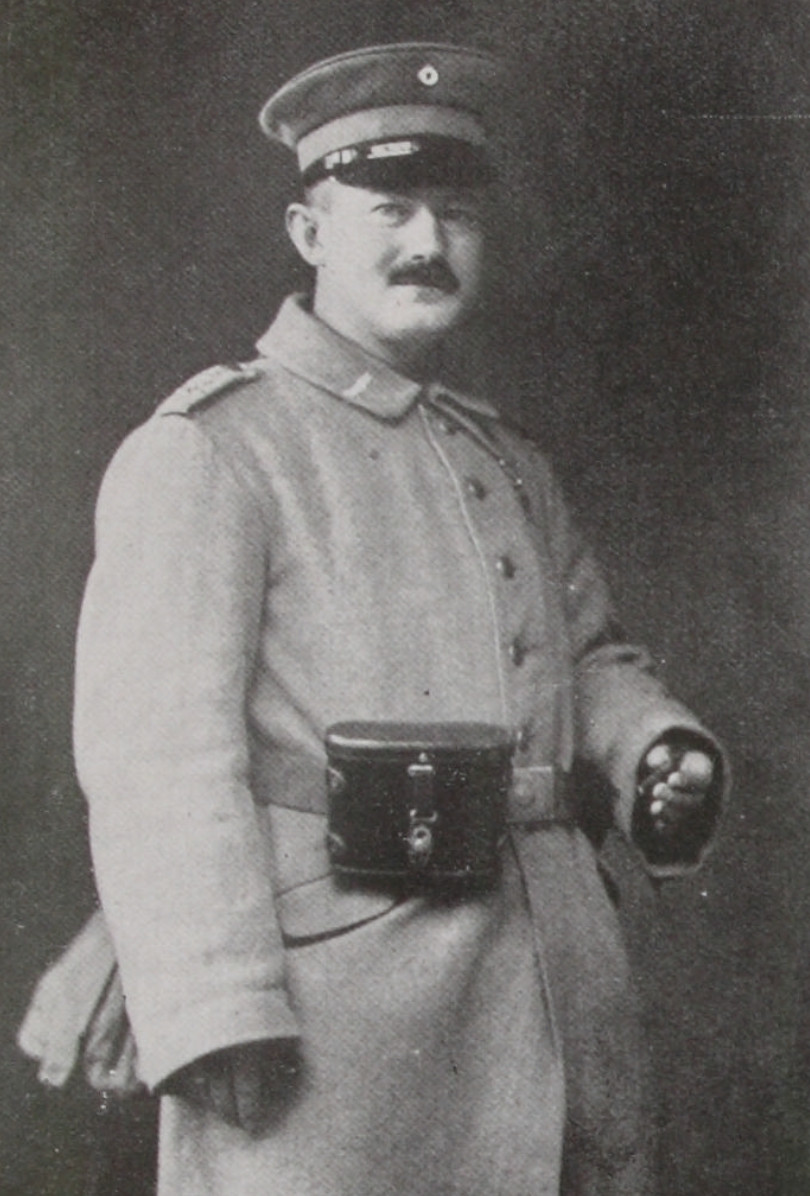
Wilhelm Heering als Soldat im Ersten Weltkrieg

Wilhelm Christian August Heering (* 6. September 1876 in Altona; † 26. Mai 1916 vor Verdun) war ein deutscher Oberlehrer, Botaniker und Naturschützer.
Sein botanisches Autorenkürzel lautet „Heering“.

## Leben und Wirken
Wilhelm Heering war der Sohn von Carl Heering und dessen Gattin Amalie, geborene Zachau. Sein Vater arbeitete als Maschinenschlosser. Nachdem er am Realgymnasium 1895 das Abitur erhalten hatte, studierte er Naturwissenschaften an der Universität München, der Universität Halle und der Universität Kiel. In seiner Dissertationsschrift 1899 schrieb er Über die Assimilationsorgane der Gattung Baccharis. Ab 1895 ordnete Heering ein Herbarium in Hamburg neu an. Die Sammlung war von 1812 bis 1834 vom Apotheker Johann Jacob Meyer gepflegt, dann jedoch vergessen worden. Heering baute die Sammlung zu einem Kernstück des Altonaer Museums aus. Das Herbarium wird heute am Institut für Botanik der Universität Hamburg aufbewahrt.
Ab 1902 lehrte Heering an einer Realschule in Altona-Ottensen. Der Oberlehrer schrieb für seine Schüler eine Anleitung zu naturwissenschaftlichen Beobachtungen in der Umgebung Altonas. Es handelte sich um eine bemerkenswerte Schrift, die im Jahresbericht der Realschule 1905 erschien und heimatkundlich gehalten war. Seit 1899 fokussierte sich Heering auf die Erforschung von Süßwasseralgen. Er informierte über eine Vielzahl verschiedener Algen im Eppendorfer Moor. Das Werk erschien 1904 in den Verhandlungen des Naturwissenschaftlichen Vereins in Hamburg. 1903 suchte der Naturwissenschaftliche Verein für Schleswig-Holstein einen Autor, der nach dem Vorbild Hugo Conwentz ein dem Forstbotanischen Merkbuch ähnliches Werk bezüglich Schleswig-Holstein erstellen sollte. Heering übernahm die Arbeiten an dem Buch, die 18 Monate in Anspruch nahmen. Er erfasste zu diesem Zweck erhaltenswerte urwüchsige Sträucher und Bäume. Heering gab an, während dieser Zeit fast 7000 Kilometer per Bahn sowie 3000 Kilometer zu Fuß gereist zu sein. 1906 erschienen sowohl das Buch von Conwentz als auch das Buch Bäume und Sträucher in Schleswig-Holstein von Heering. Heerings Werk war wesentlich umfangreicher und enthielt auch Ausführungen zu Bäumen im Hamburger Stadtgebiet.
1908 schrieb Heering den Leitfaden für den biologischen Unterricht, 1910/11 den Leitfaden für den naturwissenschaftlichen Unterricht, der zwei Bände umfasste. Beide Lehrbücher waren für den Unterricht an höheren Schulen gedacht. Ab 1909 leitete Heering die Geschäfte der Schleswig-Holsteinischen Provinzialstelle für Naturdenkmalpflege. 1911 erhielt er einen Ruf des Botanischen Staatsinstituts Hamburg, wo er als wissenschaftlicher Assistent auch selbstständig Vorlesungen am Kolonialinstitut gab. 1911 und 1914 publizierte er gemeinsam mit Clemens Grimme zu Weideverhältnissen und Futterpflanzen in Deutsch-Südwestafrika. Hintergründe der Untersuchungen waren vermutlich kolonialwirtschaftliche Ziele. Im Dezember 1915 fand die Konferenz für Naturdenkmalpflege statt. Heering wollte hier in einem Vortrag darlegen, warum Moorschutzgebiete in Schleswig-Holstein eingerichtet werden sollten. An der Konferenz konnte er jedoch aufgrund einer Einberufung zum Kriegsdienst, die er kurz zuvor erhalten hatte, nicht teilnehmen.
Wilhelm Heering starb während des Ersten Weltkriegs als Offizier-Stellvertreter in Frankreich.